# Ingen sommar utan reggae
Ingen sommar utan reggae, skriven av Johan Fjellström, Joakim Hillson och Niclas Ternedal, är en låt framförd av Markoolio.

## Singeln
Singeln släpptes den 26 april 2007 och låten låg i mitten av året bland annat på Svensktoppen och Tracks, samt spelades flitigt på olika radiostationer i Sverige, där den blev en så kallad sommarhit. Den var också singeletta i Sverige.
Den spelades in och mixades i "The Living Room Studio" på produktionsbolaget "Empire Music Production" i Stockholm. "Ingen sommar utan reggae" sålde platina[källa behövs] och är utgiven av skivbolaget Sony/BMG med A&R Joakim Stenhammar på Top Ten Music. Singeln är plockad från Markoolios album "Värsta plattan", som sålt platina.[källa behövs]

## Låtlista
1. Ingen sommar utan reggae - 3:48
2. Ingen sommar utan reggae (instrumental) - 3:48

## Kritik
Låtens text kritiserades på grund av den bild av alkohol som den förmedlar. Texten innehåller bland annat fraserna "dricka hemkört och cola, i en uppblåsbar pool" och "första vita helgen, jag tror jag dör". Kritiken går ut på att denna form av alkoholglorifiering är olämplig, och tar ofta fram argument som Markoolios traditionellt sett yngre publik, även om han med "Värsta plattan" menade sig gå vidare och rikta sig till äldre.
IOGT-NTO anmälde låten till Granskningsnämnden då den framförts i samband med att Markoolio den 17 juli 2007 deltog i Allsång på Skansen, med hänvisning till att det var ett familjeprogram och det finns barn och ungdomar som växer upp i hem där föräldrarna är alkoholister.
Motståndare till kritiken menade också att dryckesskildringar fanns redan under 1700-talet i visor av Carl Michael Bellman och att många av dem i dag blivit vanliga som allsång, bland annat hans "Måltidssång" (Tycker du att graven är för djup) som sjöngs som allsång i Allsång på Skansen samma år, utan att i någon högre grad kritiseras.

## Listplaceringar
| Lista (2007) | Position |
| ------------ | -------- |
| Sverige      | 1        |